# غريغ كرونين
غريغ كرونين (بالإنجليزية: Greg Cronin)‏ هو مدرب رياضي أمريكي، ولد في 2 يونيو 1963 في أرلينغتون ‏ في الولايات المتحدة.

## وصلات خارجية
- غريغ كرونين على موقع EliteProspects.com (الإنجليزية)
- غريغ كرونين على موقع HockeyDB.com (الإنجليزية)